# Länsväg 154
Länsväg 154 utgår från Falkenberg i Hallands län och ansluter till riksväg 27 strax norr om Sexdrega i Västra Götalands län.

## Historia
Redvägen gick tidigare genom de områden som länsvägen passerar. Vägen har gått under det nuvarande namnet sedan 1963, dock vid den tiden vidare från Sexdrega ända till Borås. Tidigare hade olika delar av sträckningen olika nummer, nämligen 104 (Falkenberg-Gällared) och 107 (Ätran-Svenljunga-Borås). Vägen gick dock då via Ätran, inte Ullared. Via Ullared gick "nummerlösa vägar".
Sträckningen mellan Bergagård och Ljungby gjordes rakare 1968. Vägen över Högvadsån byggdes om 1992.

## Sträckning
Vägen passerar genom orterna Falkenberg, Köinge, Ullared, Fridhemsberg, Älvsered, Mjöbäck, Överlida, Holsljunga, Axelfors, Svenljunga och Sexdrega samt utanför Vinberg och Bergagård längs den 99 kilometer långa sträckan.
Längs med sträckan korsar den två andra primära länsvägar, länsväg 153 i Ullared och länsväg 156 i Svenljunga. I Ullared sker mötet genom två trevägskorsningar, då länsväg 154 söderifrån först får svänga vänster in på länsväg 153 för att en kort sträcka senare svänga höger. I Svenljunga sker mötet genom en fyrvägsrondell där bägge länsvägarna går rakt fram genom rondellen. Mellan Svenljunga och Holsljunga svänger vägen i en trevägskorsning. Färdas man söderut måste man svänga höger för att fortsätta längs länsvägen. Fortsätter man i stället rakt fram färdas man söderut mot Ätran. Detta har en historisk förklaring då Länsväg 154 förut gick via Ätran i stället för Ullared.
Tångarondellen är en cirkulationsplats i Falkenberg. I denna rondell möts länsväg 767 (gamla E6/Västkustvägen) med Länsväg 154. Platsen kallades tidigare Tångakrysset, då korsningen var ljusreglerad, en period den enda trafikljuskorsningen på E6 i Halland.
Vägen korsar E6/E20 utanför Falkenberg vid avfart nummer 51 (Vinbergsmotet). Vägen avslutas norrut med en rondell vid riksväg 27.
Länsvägen går genom följande kommuner räknat från söder: Falkenberg, Varberg (kort sträcka), Falkenberg (igen) och Svenljunga. Eftersom vägen passerar in i Varbergs kommun en så kort sträcka skyltas detta aldrig, utan trafikanter tror sig befinna sig i Falkenbergs kommun hela tiden.

## Anslutande vägar
|  | Nr       | Namn                                     | Skyltning                              |
|  | -------- | ---------------------------------------- | -------------------------------------- |
|  |          | Tångarondellen, i Falkenberg             | Varberg Halmstad                       |
|  | motorväg | Trafikplats Falkenberg C (Vinbergsmotet) | Göteborg Malmö                         |
|  |          | i Ullared                                | Varberg Värnamo (väg 154 svänger)      |
|  |          |                                          | Ätran Östra Frölunda (väg 154 svänger) |
|  |          | i Svenljunga                             | Skene Jönköping                        |
|  |          |                                          | Göteborg Karlskrona                    |

### Fotnoter
1. ↑  KAK Bilatlas 1966
2. ↑  KAK Bilatlas 1955
3. ↑  Hallands Nyheter: Bilaga om länsväg 154 m.m.[död länk]